# Naissance en 1222
Naissance
- 1218
- 1219
- 1220
- 1221
- 1222
- 1223
- 1224
- 1225
- 1226

Cette page dresse une liste de personnalités nées au cours de l'année 1222 :
- 16 février : Zennichimaro, au Japon, dans le village de Kominato, connu sous le nom de Nichiren[1], moine bouddhiste japonais.
- 26 février : Pierre Rossignon, écrivain, poète, jongleur et sculpteur français.
- 28 mars : Hermann II de Thuringe, landgrave titulaire de Thuringe.
- 4 août : Richard de Clare (6e comte de Gloucester).

- Mkhitar d'Ayrivank,  historien, poète, musicien, copiste, enseignant et religieux arménien.
- Henri d'Isny, évêque de Bâle et prince-évêque de Mayence.
- Théodore II Lascaris, empereur byzantin.

## Crédit d'auteurs
- Cet article est partiellement ou en totalité issu de l'article intitulé « 1222 » (voir la liste des auteurs).